# Manuganahalli, Piriyapatna
Manuganahalli là một làng thuộc tehsil Piriyapatna, huyện Mysore, bang Karnataka, Ấn Độ.